# Real Conservatorio Superior de Música de Granada
El Real Conservatorio Superior de Música "Victoria Eugenia" de Granada (RCSMVE) es un centro público de educación superior musical con sede en el Palacio de los Marqueses de Caicedo, ubicado en la calle San Jerónimo, en pleno centro histórico de Granada.
Es el único conservatorio superior de música español que ostenta el título de "Real", junto con el de Madrid. Esta distinción fue concedida por el rey Alfonso XIII en 1921, año en que fue fundado el centro.

## Edificio
En la actualidad, y desde comienzos de la década de los sesenta, el Real Conservatorio Superior de Música de Granada tiene su sede en el antiguo Palacio de los Marqueses de Caicedo, una casa señorial de estética manierista, construida a mediados del siglo XVI y emplazada en el número 46 de la céntrica calle San Jerónimo. Ya en el siglo XX, y con anterioridad a su utilización por parte del Conservatorio, el edificio albergó el Instituto de Enseñanza Media de Granada y la Facultad de Farmacia de la Universidad de Granada.
El inmueble consta de dos plantas con galerías en sus cuatro lados, las cuales están constituidas por arcos deprimidos rectilíneos sobre columnas de orden toscano. Está organizado en torno a un patio central, que consta de un pilar de dos caños en uno de sus costados; además, el edificio posee un segundo patio auxiliar. La fachada, un importante ejemplo del manierismo granadino, presenta una estructura de tres plantas, con dos torres en los extremos. La portada es de gran sobriedad y está elaborada con mármol procedente de Sierra Elvira.

## Historia

### Antecedentes
El actual Real Conservatorio tiene sus orígenes en la Escuela de Canto y Declamación "Isabel II" de Granada, fundada por Real Orden el 13 de abril de 1861, a iniciativa del barítono italiano Giorgio Ronconi, profesor del Real Conservatorio Superior de Música de Madrid. El centro, inaugurado el 15 de febrero de 1862, fue dirigido por Ronconi hasta su disolución, acaecida en 1864.
De esta forma, la capital granadina se vio privada de un centro oficial de formación musical durante cuatro décadas, hasta que, en la primavera de 1906, se creó la Escuela de Música de la Sociedad Filarmónica de Granada, a instancia del célebre compositor Francisco Alonso y del conocido dramaturgo Alberto Álvarez de Cienfuegos. La entidad tuvo su sede en la Placeta del Agua y en ella se ofrecían clases nocturnas de solfeo, canto, armonía, piano, violín, flauta e instrumentos de pulso y púa, dirigidas a personas a partir de los catorce años de edad. Sin embargo, la partida del maestro Alonso a Madrid en 1911 ocasionó la disolución del centro.

### Inauguración y primeros años
Habrían de transcurrir otros diez años hasta que, en 1921, se refundase la Sociedad Filarmónica de Granada, bajo la presidencia de Emilio Esteban Casares. Este sería el principal responsable —junto con Isidoro Pérez de Herrasti y Antillón, III Conde de Antillón, y Rafael Salguero Rodríguez, compositor y maestro de capilla de la Catedral de Granada— de la fundación del Real Conservatorio de Música y Declamación de Granada, el 10 de diciembre de 1921. El título de "Real" y la autorización para hacer uso del nombre "Victoria Eugenia" —en honor a la entonces reina consorte de España, Victoria Eugenia de Battenberg— fueron concecidos por el rey Alfonso XIII; asimismo, también recibió el título de "Real" la entidad filarmónica, que pasó a denominarse Real Sociedad Filarmónica de Granada. El centro inició definitivamente su actividad docente el 3 de marzo de 1922, teniendo su primera sede en el edificio sito en el número 11 de la calle Arandas, hoy desaparecido.
El primer presidente de la Junta de Patronato del centro —órgano encargado de la organización de la entidad— fue Isidoro Pérez de Herrasti y Pérez de Herrasti, I Conde de Padul e hijo de Isidoro Pérez de Herrasti y Antillón, quien ostentó el cargo entre 1921 y 1931. A su vez, el primer director del centro —con el título de director general— fue Emilio Esteban, quien renunció a su cargo meses después de la fundación de la entidad. En julio de 1922, fue sucedido por Rafael Salguero —con el título de Consiliario-Director—, quien ocupó el puesto hasta su muerte, en 1925; José Molina Fernández, profesor de Violín y subdirector del Conservatorio, llevó las riendas del centro hasta el nombramiento de un nuevo director. Entonces, se pensó en la figura de Manuel de Falla, a la sazón residente en Granada, para que asumiera la dirección del centro, pero el genio gaditano declinó la oferta. Finalmente, accedería al puesto Ángel Barrios, tomando posesión del mismo en un acto público celebrado en el Palacio de Carlos V el 18 de abril de 1928.

### Segunda República y Dictadura franquista
En 1931, el conde de Padul renunciaba a su cargo al frente de la Junta de Patronato del Conservatorio, recibiendo el título de Presidente de Honor de la misma y siendo sucedido por Francisco Soriano Lapresa, profesor del centro y catedrático de la Universidad de Granada. Sin embargo, las críticas recibidas por su afán renovador durante su mandato lo obligaron a dimitir a comienzos del curso 1932/1933, siendo sustituido en la presidencia por Francisco Gómez Román. Dos años después, en la primavera de 1934, la institución se trasladó a otro inmueble, ubicado en el número 5 de la misma calle Arandas, donde permaneció dos años, hasta su traslado en 1936. En 1939, José Montero Gallegos sucedió a Ángel Barrios en la dirección del centro, a causa de la instalación de este último en la capital española. En febrero de 1937, Gómez Román unificó la Junta Directiva —anterior Junta de Patronato— y la Junta de Profesores en un único órgano, el Claustro de Profesores, con lo que desaparecía el cargo de presidente y todas las labores de organización del centro recaían por primera vez sobre el director.
En 1948, Antonio Marín Ocete —a la sazón Rector magnífico de la Universidad de Granada— fue nombrado director del Conservatorio; ese mismo año, se concedió al centro la validez legal de las enseñanzas ofrecidas y la autorización para impartir el Grado Medio de Música. Estos hechos ayudaron a mejorar las relaciones institucionales de la entidad y aliviaron la difícil situación económica que había padecido años atrás. Además, en el curso 1948/1949, se separaron las enseñanzas de Declamación de las de Música, por lo que las primeras dejaron de ser impartidas en el centro; por consiguiente, este pasó a denominarse Real Conservatorio Profesional de Música "Victoria Eugenia" de Granada.
A comienzos de la década de los sesenta, el centro se ubicó en su sede actual, el antiguo Palacio de los Marqueses de Caicedo, en el número 46 de la calle San Jerónimo, aunque pasó por varias sedes provisionales antes de instalarse definitivamente en el inmueble, a causa de las obras de restauración de que fue objeto el mismo. En 1970, Marín Ocete se jubiló de sus cargos como catedrático de la Universidad y director del Conservatorio, siendo sucedido provisionalmente en la dirección del centro por Julio Marabotto Broco.

### Desde la Transición a la actualidad
La dimisión de Marabotto en 1979, alegando problemas de salud, ocasionó el nombramiento de Miguel Carmona López como nuevo director de la entidad. Al año siguiente, se produjo la incorporación del Conservatorio —hasta entonces de régimen privado— a la administración pública. En el verano del año 1983, a raíz de la renuncia de Carmona, asumió la dirección del centro Carmelo Martínez; en 1988 y bajo su mandato, tuvieron lugar dos importantes acontecimientos: la inauguración del Auditorio del Conservatorio —que consta de un escenario de 93 metros cuadrados y un aforo de 400 espectadores— y la concesión de la autorización al centro para impartir el Grado Superior de Música. A consecuencia de esto, la entidad adoptó su actual nombre: Real Conservatorio Superior de Música "Victoria Eugenia" de Granada.
En el verano de 1989, Carmelo Martínez dejó paso en la dirección de la entidad a Juan José Pérez Torrecillas, catedrático de Piano del Conservatorio, quien ocupó el puesto hasta 1992. En el verano de ese año, fue sucedido por Miguel Quirós, profesor de Oboe, quien ejerció la dirección del Conservatorio durante una década. Su cese en el cargo por jubilación, en el año 2002, ocasionó el acceso al mismo del compositor Francisco González Pastor. Tras su salida del puesto en el año 2009, por desavenencias con el claustro de profesores, fue nombrada directora Celia Ruiz Bernal, quien dejó el cargo en 2019, por jubilación, siendo sustituida por Francisco Gil Valencia, quien ostenta el cargo de director en la actualidad.

## Directores
- 1921-1922: Emilio Esteban Casares (como director general)
- 1922-1925: Rafael Salguero Rodríguez (como consiliario-director)

(Entre 1925 y 1928 la dirección del centro estuvo vacante, por lo que el gobierno del mismo recayó sobre el subdirector: José Molina Fernández)
- 1928-1939: Ángel Barrios Fernández
- 1939-1948: José Montero Gallegos
- 1948-1970: Antonio Marín Ocete (como Director-Delegado del Estado)
- 1970-1979: Julio Marabotto Brocco
- 1979-1983: Miguel Carmona López
- 1983-1989: Carmelo Martínez Parrilla
- 1989-1992: Juan José Pérez Torrecillas
- 1992-2002: Miguel Quirós Parejo
- 2002-2009: Francisco González Pastor
- 2009-2019: Celia Ruiz Bernal
- 2019-actualidad Francisco Jesús Gil Valencia

## Alumnos destacados
- Helga Arias, compositora
- Mariola Cantarero, soprano
- Ricardo Gallén, guitarrista
- José García Román, compositor
- Juan Carlos Garvayo, pianista
- Miguel Ángel Gómez Martínez, director de orquesta
- Pablo Heras-Casado, director de orquesta
- Héctor Eliel Márquez, compositor, pianista y director musical
- Ramón Ortega, oboísta
- Guillermo Pastrana, violonchelista
- José María Sánchez-Verdú, compositor
- Andrés Segovia, guitarrista